# Divadlo D’Epog
D’Epog je brněnská umělecká platforma tvořící na pomezí divadla a performance art. Vznikla na jaře roku 2009 jako iniciativa absolventů Divadelní fakulty Janáčkovy akademie múzických umění v Brně a v současné době ji tvoří šest stálých členů. Tvorbu D’Epogu lze označit za experimentální, alternativní či hraniční. Často pracují s principy devised-theatre a site-specific projektů. D’Epog nemá vlastní stálý prostor a svoje projekty zasazuje do uměleckých galerií, kaváren a dalších mimodivadelních prostorů. 

## Historie
D’Epog založila skupina tehdejších absolventů a studentů Janáčkovy akademie múzických umění v Brně na jaře roku 2009. Mezi zakládajícími členy byli umělci jak z oborů režie a dramaturgie, tak i z hereckých ateliérů, konkrétně Lucia Repašská, Eva Rysová, Julie Goetzová, Petr Maška, Ondřej Novotný a Tomáš Soldán. Dalšími členy byli například Michaela Šebestová, Petr Míka, Michaela Červinková a Anna Solilová. Všechny spojovala potřeba vymezit se vůči mainstreamovým divadelním formám a současným konvencím. Cílem bylo vytvořit mezioborovou platformu pro kreativní umělecké vyjádření, jenž by v jiném divadle nebylo možné. Zároveň vznikla herecká laboratoř snažící se o rozšíření pohybových schopností hereckého souboru a zkoumání tělesnosti performance.

V roce 2014 se transformuje podoba D’Epogu – Lucia Repašská se stává uměleckou šéfkou a jedinou režisérkou souboru, zatímco Tomáš Soldán odchází z D’Epogu a zakládá uskupení Masakr Elsinor a Eva Rysová divadelní soubor pod názvem Ach!. Stabilní součástí hereckého souboru se stává Janet Prokešová, Radim Brychta, Zdeněk Polák a později Zuzana Smutková. Všichni členové divadla jsou stejnou měrou zodpovědní za veškeré produkčně-technické, neumělecké činnosti. D’Epog funguje bez vlastního prostoru a hostuje v různých uměleckých galeriích a mimodivadelních prostorech, často performuje i tvoří v rámci soustředění a workshopů mimo Brno a účastní se mezinárodních divadelních festivalů.

## Ocenění
Roku 2011 získal D’Epog cenu v kategorii Objev roku na festivalu nezávislého divadla …příští vlna/next wave… za výrazně experimentální autorskou tvorbu na rozhraní činoherního a pohybového divadla. Herečka Julie Goetzová byla nominována na Cenu Alfréda Radoka (přejmenovanou na Ceny divadelní kritiky) v kategorii Talent roku za výkon v monodramatickém diptychu Žena objekt / Žena subjekt (Heteronym Nin - Display Pastrana). Tento projekt společně s inscenací Ninivea získal nominaci Divadelních novin za nejlepší inscenaci roku 2012.

## Členové
V roce 2019 tvořilo soubor D’Epog šestice umělců – režisérka Lucia Repašská, dramaturg Matyáš Dlab a performeři Janet Prokešová, Zuzana Smutková, Radim Brychta a Zdeněk Polák. D’Epog často spolupracuje například se scénografem Matějem Sýkorou či tvůrci z jiných uměleckých oborů.

## Prostor
D'Epog pracuje s principem tzv. dramaturgie prostoru, kdy má prostorový model inscenace a rozmístění hlediště a jeviště podíl na významové složce uměleckého díla. Režisérka Lucia Repašská se pomocí dramaturgie prostoru snaží zkoumat vliv fyzického rozmístění prostoru na divácké vnímání a dynamiku mezi rolí performera a pozorujícícho. Mezi často využívané principy patří například absence židlí či míst k sezení, záměna jeviště za hlediště či splynutí hereckého a diváckého prostoru v jeden. Ke specifické práci s divadelním prostorem přispívá to, že divadlo D'Epog nehraje ve vlastním prostoru, ale využívá mimodivadelních prostorů. Jedná se o umělecké galerie, ale například i místa postrádající estetickou funkci (plavecký bazén, střecha autobusového nádraží, kavárna), kterou jim D'Epog svým konáním přiděluje. Zároveň prostor často přispívá k vytváření neobvyklých fyzických stavů pro vnímání divadla, jako je například extrémní chlad, nepohodlí či pocit nebezpečí.[zdroj?]

## Proces tvorby
Cílem D’Epogu v podobě od roku 2014 je nazkoušet každou sezónu pouze jednu inscenaci. Samotný tvůrčí a zkušební proces běžně trvá 5 měsíců a více. Herci ani režisérka Repašská nemají žádné jiné závazky v dalších divadlech a plně se soustředí na tvorbu D’Epog. D'Epog zkouší třikrát až čtyřikrát týdně a jednou měsíčně absolvuje intenzivní víkendové soustředění. Samotný tvůrčí proces sestává ze dvou základních druhů zkoušek – fyzických hereckých tréninků sloužících k zlepšování tělesné expresivity performerů a samotných příprav a tvoření nové inscenace jakožto práci s konkrétním materiálem relevantním pro vznikající umělecké dílo.
V rámci fyzických tréninků se herci zdokonalují v práci s energií, koncentrací, vnímáním partnera, reagováním na venkovní impulzy, temporytmem, pohybovo-hlasovou paměti, aj. Tyto herecké tréninky jsou inspirované divadelní praxí osobností tzv. druhé divadelní reformy jako je například Jerzy Grotowski či Eugenio Barba, stejně jako divadelními praktikami indické či japonské kultury. 
Za každou inscenací stojí na počátku zvolené téma, jež se rozpracovává během zkušebního procesu na principu devised theater – jedná se o kolaborativní přístup k tvorbě inscenace, kdy za výslednou podobu a obsah není zodpovědná pouze režisérka a dramaturg, ale za zásadní se považuje i vlastní vklad performerů samotných. 
Hlavní téma a motivy se následně rozvíjí pomocí improvizace, fyzických cvičení a variování stanovené látky. Režisérka na základě zadávání určitých úloh a úkonů směruje herce k vlastnímu kreativnímu vyjádření dané situace a ponechává jim vlastní tvůrčí svobodu. Na konci tohoto tvůrčího procesu do podoby inscenace vstupuje režisérka a formuje výslednou podobu díla.

## Tvorba

### Do roku 2014
- Naše vykleštěné sny (2009)
- Heteronym Nin (2010)

Inscenace vznikla jako první část diptychu Žena subjekt/Žena objekt podle scénáře Petra Maška v režii Lucie Repašské. Heteronym Nin je inspirován deníky spisovatelky Anaïs Nin a zabývá se tématem opuštěnosti individuality v (post)moderní době. Hlavní a jedinou roli ztvárnila herečka Julie Goetzová a za svůj výkon byla následně nominována na Cenu Alfréda Radoka. Představení se odehrálo v židlemi extrémně zúženém prostoru kavárny Trojka v Brně.
- Display Pastrana (2010)
- Di_Sein (2011)
- Zahrada Crim (2011)

Zahrada Crim byla inspirována básní Jana Zahradníčka Znamení moci a novelou A neřekl jediné slovo od Heinricha Bölla. Tematicky se zabývala chudobou a především jejím destruktivním dopadem na svobodu člověka a ztrátu víry. Představení se odehrálo v brněnském kostele sv. Josefa, následně byla inscenace přesunuta vězeňských kasemat hradu Špilberk. Režisérka Repašská silně využívala principu diváckého nepohodlí pomocí absence míst k sezení a nízké teploty v hracím prostoru. Inscenace byla rovněž uvedena v rámci divadelního festivalu Mould off Eyes v Lublani.
- Ninivea (2012)

Ninivea byla situována do prostoru plaveckého bazénu za Lužánkami v Brně. Diváci byli usazeni na tribunu po stranách bazénu a herci se pohybovali po celém prostoru. Inscenace pracovala s tzv. dramaturgií prostoru a snažila se zkoumat proměny ve vnímání diváků při narušení klasického rozložení hlediště a jeviště. Hlavními tématy inscenace byla tabu, intimita a hygiena. Na tato témata rovněž odkazoval samotný název inscenace – biblické město Ninive a značku kosmetiky Nivea jako symbol čistoty.
- Cesty/Poutě (2012)

Inscenace Cesty/Poutě byla založená na koláži textů Ondřeje Novotného. Novotný se inspiroval biblickými texty, básněmi francouzské dekadence, tak i čistě praktickými odbornými texty zabývajícími se tematikou putování. Inscenaci režírovala Eva Rysová, jež se snažila o budování dialogu mezi hercem a divákem v rámci představení. Hrál zde Radim Brychta, Paulína Labudová a Vojtěch Johaník. 
- Cesty/Poutě II (2012)[2]
- 121 (2013)
- Sólo pro toho, kdo je ti nejblíž (2013)
- Šest miliard sluncí (2013)

### Od roku 2014
- ∞ (2014)

∞ (2014) byla první inscenací souboru D’Epog v jeho nově etablované podobě po částečné fragmentaci v roce 2014. Inscenace se odehrávala v galerijním prostoru (původně Fait Gallery, později Dům umění města Brna), kde bylo záměrně jeviště situované nezvykle daleko od diváckého prostoru. Scénografii vytvořil Matěj Sýkora a sestává z jednoduchého modernistického mobiliáře. Mezi hlavní témata patřil vztah mezi rodičem a dítětem, lidská závislost na druhých a dysfunkční rodinné hierarchie. Hrála zde Janet Prokešová, Radim Brychta a Zdeněk Polák.
- Vše, co je krásné, rozmnožit má se (2015)

Inscenace byla situována do kulturního prostoru bývalých mrazíren Industra a byla koncipována jako koláž výjevů inspirovaných tématem festivity. V roce 2016 byla uvedena na slovenském festivalu experimentální tvorby KIOSK v Žilině, kde se dočkala rozporuplného přijetí publika.
- DIY (2015)

Monodramatický triptych DIY zdůrazňoval tvůrčí svobodu herce v tom, že každý z performerů (Janet Prokešová, Zdeněk Polák, Radim Brychta) dostal možnost zpracovat své vlastní téma v rámci jednotlivých inscenací. Janet Prokešová v projektu Glitch Bitch v prostoru galerie TIC pomocí multimediálního přístupu rozebírala vlastní identitu a svůj postoj ke světu. Hojně zde využívala technologií (televize, notebooky, mikrofon, syntetizátor, stroboskop) a estetické principy trapnosti a kýče. Zdeněk Polák se v Ich Bin Solo situovaném do barokního sálu Místodržitelského paláce Moravské galerie pokusil o vytvoření novodobé barokní opery za užití mnoha zcizovacích efektů, humoru a nadsázky. Radim Brychta se v inscenaci Sakurambo odehrávající se v kavárně PRAHA/Fórum pro architekturu a média zabýval tématem japonského pojetí hrdosti.
- Saldo Mortale (2016)

Saldo Mortale se odehrávalo v brněnské Fait Gallery. Hrací prostor byl rozvržený jako poloaréna, kdy bylo jeviště obklopeno třemi řadami diváckých sedadel. Inscenace byla inspirována dramatem Višňový sad Antona Pavloviče Čechova, nezobrazovala však kauzálně ucelený děj, ale pracovala na principu variování a prolínání různých dějových sekvencí. V inscenaci rovněž zaznělo množství populární hudby, úryvky z rádiového záznamu Višňového sadu i ukázky z inscenace Vladimíra Morávka z roku 2008. Herci zde neztvárňovali klasické postavy a repliky byly rozděleny na základě jejich libosti. V inscenaci se jako host objevila Hana Lukaščíková.
- Úterý (2018)

V Úterý účinkovali pouze performeři Zdeněk Polák a Radim Brychta. Ústředním motivem inscenace bylo přátelství mezi dvěma starými muži a režisérka Repašská zde rovněž tematizovala závislost člověka na druhém. Inspiračním estetickým principem bylo ochotnické divadlo, čemuž napomáhalo situování představení do interiéru Sálu Břetislava Bakaly ze 70. let. 
- Smutková poprvé (2018)

Inscenace Smutková poprvé byla zasazena do prostoru galerie Schrott. Premiéru a několik prvních představení měla v zimě, kdy diváci záměrně museli sedět po celou dobu představení v nevytopeném a velice chladném prostoru. Smutková poprvé fungovala jako osobní, sebeironizující výpověď performerky Zuzany Smutkové vystavěné na půdoryse románu Thomase Hardyho Rodákův návrat, z níž však přímo cituje příběh pouze v jediné scéně inscenace.

### Kurátorované reality
Tzv. kurátorované reality jsou sérií dlouhometrážních performancí založených na improvizaci, náhodě, dialogu a interakci s publikem a tvůrčí svobodě aktérů. Performance obvykle trvají až několik hodin, odehrávají se v uměleckých galeriích a diváci mohou kdykoliv přijít či odejít a volně vstupovat do kontaktu s performery. Jejich formát je založen na principech náhody a neopakovatelnosti, jež akcentují autorskou svobodu aktérů. Tyto kurátorované reality nesou vždy unikátní název (například D’Epog existuje, protože může; D’Epog existuje v začátku, který je také konec; D’Epog existuje 2D, 3D, ADHD). 

### Workshopy
D’Epog pořádá série krátkodobých workshopů, které často trvají dva či tři dny. Jednou do roka rovněž organizuje časově náročnější, rozsáhlý workshop, kam zve hosty v podobě zajímavých osobností z jiných uměleckých oborů, praktiky a odborníky. Tyto workshopy jsou otevřené veřejnosti a mohou se na ně přihlásit jak začínající praktici, tak i laici. Mezi hosty těchto workshopů byla například zpěvačka a muzikantka Iva Bittová či Robo Nižník z experimentální divadelní skupiny Farma v jeskyni.